# Philippe Detaellenaere
Philippe Detaellenaere (Waregem, 7 juni 1962) is een Belgische voormalige atleet en ondernemer. Als atleet was hij gespecialiseerd in de middellange afstand. Hij werd eenmaal Belgisch kampioen.

## Loopbaan
Detaellenaere nam in 1981 op de 800 m deel aan de Europese kampioenschappen voor junioren in Utrecht. Hij werd uitgeschakeld in de halve finale. In 1985 werd hij Belgisch kampioen op die afstand. Hij was aangesloten bij Waregem AC en verhuisde in 1987 naar FC Luik.
Detaellenaere is CEO en eigenaar van DL Chemicals, een chemisch bedrijf in Wielsbeke.

## Belgische kampioenschappen
| Onderdeel | Jaar |
| --------- | ---- |
| 800 m     | 1985 |

## Persoonlijk record
| Onderdeel | Prestatie | Datum           | Plaats |
| --------- | --------- | --------------- | ------ |
| 800 m     | 1.47,86   | 3 augustus 1986 | Vught  |

## Palmares

### 800 m
- 1981: 5e ½ fin. EK U20 in Utrecht - 1.52,69
- 1985:  BK AC - 1.53,11